# Championnats d'Europe de gymnastique acrobatique 1978
Navigation
Édition suivante
Les championnats d'Europe de gymnastique acrobatique 1978, première édition des championnats d'Europe de gymnastique acrobatique, ont eu lieu du 19 au 21 mai 1978 à Riga, en Union soviétique.
Seules 5 nations y ont participé , la Bulgarie ; la Hongrie ; la Pologne ; le Royaume-Uni et l'Union Soviétique.

## Tableau des médailles par pays
| Rang | Nation           | Or | Argent | Bronze | Total |
| ---- | ---------------- | -- | ------ | ------ | ----- |
| 1    | Union soviétique | 7  | 0      | 1      | 8     |
| 2    | Pologne          | 0  | 5      | 2      | 7     |
| 3    | Bulgarie         | 0  | 2      | 4      | 6     |
| 4    | Hongrie          | 0  | 0      | 0      | 0     |
| 4    | Royaume-Uni      | 0  | 0      | 0      | 0     |

## Tableau des médailles par épreuves[1]
| Épreuves   | Or                                                                            | Argent                                                                 | Bronze                                                         |
| Hommes     | Hommes                                                                        | Hommes                                                                 | Hommes                                                         |
| ---------- | ----------------------------------------------------------------------------- | ---------------------------------------------------------------------- | -------------------------------------------------------------- |
| Individuel | Vadim Bindler (URSS)                                                          | Plamon Yevtimov (BUL)                                                  | Andrzej Garstka (POL)                                          |
| Duo        | Union soviétique Vladimir Alimanov Vladimir Nazarov                           | Bulgarie Dimitr Rusanov Petko Petkov                                   | Pologne Adam Klisz Krzysztof Olendrziski                       |
| Quatuor    | Union soviétique Yuri Derepo Yuri Koshuba Nikolai Artemchik Vladimir Malyutin | Pologne Slavomir Halada Bogdan Zając Woitech Swiecik Leszek Antonowicz | Bulgarie Dimitr Dimitrov Vicho Kolev Emil Angelov Yuri Indzhov |
| Femmes     |                                                                               |                                                                        |                                                                |
| Individuel | Valentina Chuhareva (URSS)                                                    | Grazyna Kosmola (POL)                                                  | Ludmila Tsyganova (URSS)                                       |
| Duo        | Union soviétique Nadezhda Tishchenko Margarita Kuharenko                      | Pologne Ewa Anderszewska Ewa Rucka                                     | Bulgarie Stefka Gencheva Tanya Hristova                        |
| Trio       | Union soviétique Tatyana Isayenko Galina Korchemnaya Galina Udodova           | Pologne Agata Ostrovska Beata Borowec Alicia Lah                       | Bulgarie Maria Dimitrova Bonka Yencheva Valentina Staneva      |
| Mixte      |                                                                               |                                                                        |                                                                |
| Duo        | Union soviétique Tatyana Krivtsova Vyacheslav Kuznetsov                       | Pologne Maria Noga Josef Radon                                         | Bulgarie Cvetomira Yordanova Emil Kristev                      |